# Čestijanec
Čestijanec is een plaats in de gemeente Sveti Martin na Muri in de Kroatische provincie Međimurje. De plaats telt 115 inwoners (2001).